# Desa Pangaur
Desa Pangaur är en administrativ by i Indonesien.   Den ligger i provinsen Jawa Barat, i den västra delen av landet, 50 km väster om huvudstaden Jakarta.